# 괘궁정
괘궁정(掛弓亭)은 량강도 혜산시 북쪽 압록강변 절벽에 위치한 조선시대의 누정이다. 보물급 문화재이다. 북방 방어에 중요한 초소였다. 원래 혜진산성의 남문 누각이었으나, 1937년 현재의 위치로 옮겨 세웠다. 괘궁정이란 이름은 당시 이곳에 주둔하던 병사들이 건물에 활을 걸어 놓고 적군의 동태를 감시했었다는 데서 유래했다.